# مات هوشكينغ
مات هوشكينغ (بالإنجليزية: Matt Hocking)‏ هو لاعب كرة قدم بريطاني، ولد في 30 يناير 1978 في بوسطن في المملكة المتحدة. لعب مع ستيفيناغ بوروه وشيفيلد يونايتد ونادي بوسطن يونايتد ونادي ساوثبورت ونادي يورك سيتي وهال سيتي.

## وصلات خارجية
- مات هوشكينغ على موقع قاعدة بيانات كرة القدم.إي يو (الإنجليزية)
- مات هوشكينغ على موقع Soccerbase.com (لاعب) (الإنجليزية)